# Francisco Ramalho Jr.
Francisco Ramalho Jr. (Santa Cruz das Palmeiras, 1940) é um roteirista e produtor cinematográfico brasileiro.

## Carreira
Produziu vários filmes dos diretores Héctor Babenco — O Beijo da Mulher Aranha, Brincando nos Campos do Senhor e Corazón iluminado —, Ana Carolina e Roberto Santos. Em 1964, produziu, escreveu e dirigiu seu primeiro longa-metragem, Anuska, Manequim e Mulher, baseado em obra de Ignácio de Loyola Brandão.
Em 1983, fundou a produtora Ramalho Jr. Filmes, com a qual produziu seu filme Canta Maria (2006) e O Contador de Histórias (2010), de Luiz Villaça, entre outros.